# Gonzalo Escobar
Gonzalo Escobar (ur. 20 stycznia 1989 w Mancie) – ekwadorski tenisista, reprezentant kraju w Pucharze Davisa.

## Kariera tenisowa
W grze podwójnej wygrał trzy turnieje rangi ATP Tour z ośmiu rozegranych finałów, we wszystkich występował w parze z Arielem Beharem. Ponadto wygrał jedenaście deblowych turniejów rangi ATP Challenger Tour oraz sześć singlowych i osiem deblowych turniejów rangi ITF.
W 2015 roku podczas igrzysk panamerykańskich zdobył wraz z Emilio Gómezem brązowy medal w grze podwójnej. W kolejnej edycji tych zawodów, rozgrywanych cztery lata później, razem z Roberto Quirozem zwyciężyli w zawodach.
W rankingu gry pojedynczej najwyżej był na 281. miejscu (15 czerwca 2015), a w klasyfikacji gry podwójnej na 38. pozycji (15 listopada 2021).

### Finały w turniejach ATP Tour
| Legenda                                      |
| -------------------------------------------- |
| Wielki Szlem                                 |
| Igrzyska olimpijskie                         |
| Tennis Masters Cup / ATP Finals              |
| ATP Masters Series / ATP Tour Masters 1000   |
| ATP International Series Gold / ATP Tour 500 |
| ATP International Series / ATP Tour 250      |

#### Gra podwójna (3–5)
| Końcowy wynik | Nr | Data             | Turniej      | Nawierzchnia | Partner     | Przeciwnicy                         | Wynik finału         |
| ------------- | -- | ---------------- | ------------ | ------------ | ----------- | ----------------------------------- | -------------------- |
| Zwycięzca     | 1. | 13 stycznia 2021 | Delray Beach | Twarda       | Ariel Behar | Christian Harrison Ryan Harrison    | 6:7(5), 7:6(4), 10–4 |
| Finalista     | 1. | 7 marca 2021     | Buenos Aires | Ceglana      | Ariel Behar | Tomislav Brkić Nikola Ćaćić         | 3:6, 5:7             |
| Zwycięzca     | 2. | 11 kwietnia 2021 | Marbella     | Ceglana      | Ariel Behar | Tomislav Brkić Nikola Ćaćić         | 6:2, 6:4             |
| Finalista     | 2. | 24 kwietnia 2021 | Belgrad      | Ceglana      | Ariel Behar | Ivan Sabanov Matej Sabanov          | 3:6, 6:7(5)          |
| Finalista     | 3. | 13 czerwca 2021  | Stuttgart    | Trawiasta    | Ariel Behar | Marcelo Demoliner Santiago González | 6:4, 3:6, 8–10       |
| Finalista     | 4. | 15 stycznia 2022 | Adelaide     | Twarda       | Ariel Behar | Wesley Koolhof Neal Skupski         | 6:7(5), 4:6          |
| Zwycięzca     | 3. | 23 kwietnia 2022 | Belgrad      | Ceglana      | Ariel Behar | Nikola Mektić Mate Pavić            | 6:2, 3:6, 10–7       |
| Finalista     | 5. | 25 czerwca 2022  | Santa Ponça  | Trawiasta    | Ariel Behar | Rafael Matos David Vega Hernández   | 6:7(5), 7:6(6), 1–10 |